# Pósvári Sándor
Pósvári Sándor (?, 1951 – Székesfehérvár, 2002. december 19.) közgazdász, újságíró, az EuroASTRA Magazin alapító–főszerkesztője, a Magyar Internet- és Számítógép-használók MagánEgylete (MIME) alapítója.

## Élete
Gyerekkorában állatorvosnak készült, de atletizálni kezdett és 100 méteres síkfutásban serdülő bajnok lett, így az érdeklődése a sport felé kanyarodott. Sok edzőtábor és verseny után jelentkezett a Testnevelési Főiskolára, de édesapja szívinfarktusa miatt nem vették fel a nappali tagozatra. Segédmunkás lett, és a BKV 06-os raktárában dolgozott. Két évig katona volt a „Flottillánál”, a magyar haditengerészettől matrózként szerelt le, de a katonaságot edzésnek fogta fel.
Az 1972. március 15-ei tüntetéseken mind részt vett így nyilvántartásba vették, és ennek része lehetett abban, hogy a Közgázra nem vették fel. Emiatt elvégzett egy kiegészítő közgazdasági szakközépiskolát majd ismét próbálkozott a Közgázon, de ezúttal a felvételi tárgy történelem helyett politikai gazdaságtan volt, ahol igen magas pontszámmal felvették. 
Az egyetemen ismerkedett meg a számítógépekkel és a Fortran nyelvvel. Később 1983-ban a Postánál találkozott először számítógéppel: egy ZX Spectrum volt. Saját bevallása szerint a szoftverekre „mindig is ráérzett”, de a hardver soha nem érdekelte. A Commodore 64 érkezése előtt érdeklődésből (és gépkönyvből) megtanulta a gép BASIC nyelvét, így amikor az megérkezett már a Posta fenntartási tevékenység ellenőrzésének programja lényegében készen volt, és két nappal a valódi gép megérkezése után már működött is. Nem sokkal később már öt programnyelvből volt vizsgája és több programot is fejlesztett.
Munka mellett elkezdte a Számítástechnikai Közgazdász képzést de azt nem fejezte be; bevallása szerint részben azért is mert míg az egyetemnek egy DEC VT terminálja  volt neki addigra már egy – igen modernnek számító – IBM 286-osa. Ekkor a Magyar Villamos Műveknél dolgozott: táblázatkezelőkkel ért el jó eredményeket illetve telefonon is összeköttetést létesítettek a gépe és a számítóközpont között. 1988-ban a Villamos Művek MIS-projektjében eljutott Kanadába is és találkozhatott számos „nyugati” számítástechnikai eredménnyel.
A rendszerváltás idején az SZDSZ alapítótagja volt, de kiszorították, ezért felhagyott a párttevékenységgel és politikailag semleges volt a továbbiakban. 
A Villamos Művektől távozva házasságközvetítő irodát nyitott, ahol a számítástechnikával megtámogatott társkeresés volt az ötlete; három hónap alatt belátta, hogy a dolog nem működik: három nőre jutott egy férfi a jelentkezők közül.
Ezután a Magyar Rádió Gyermekkórusa menedzsere lett: CD-ket adott ki, utazásokat és koncerteket szervezett.
Később egy kormányalapítvány programigazgatója lett, kisvállalkozás-fejlesztéssel foglalkozott. Ekkor jött létre az euroASTRA is (egy 1974 körül kitalált nevet felhasználva), részben azért hogy „testközelből” lássa a kisvállalkozások életét.
Súlyos balesetet szenvedett Szeged mellett: piros lámpánál várakozva hátulról 80-nal az autójába száguldottak. A három nem műthető gerincsérve miatt 67%-os rokkanttá minősítették. Betegállományban a vállalkozása UV-s (másolhatatlan) pecséteket kezdett tervezni és gyártani (kezdetben a Pénzügyminisztériumnak és önkormányzatoknak), de ennek kereskedelmi bevezetése sikertelennek bizonyult.
1995 környékén egy madridi munka kapcsán megtanulta HTML-t, és készített több weblapot. A Bős–nagymarosi vízlépcső hágai tárgyalása során nem volt egyetlen erről szóló magyar weblap sem, és amikor fel akarta volna tenni a végeredményt akkor senki nem akarta „közhasznúként” feltenni. Bár végül a C3 alapítvány segített, és így a Greenpoint volt az első „civil” oldal ezután úgy döntött, hogy bérel San Franciscoban egy servert és ha már ott van, ezt használja mindenféle hasznos publikációra: így jött létre az EuroASTRA Internet Magazin.
1998-ban a rokkantsági fokát 40%-ra „javították”, bár ez egészségügyileg semmi változást nem jelentett, viszont a nyugdíja megszűnt. Bevételeit oktatással, cikkírással egészítette ki, és Pázmándon készítettek egy Teleházat, amit a polgármester nem szándékozott kifizetni vagy az eszközöket visszaadni, így azt hosszú vita követte.
Később új weblapokat indított: a „velencei.to” helyi információkat, a „hungary.cc” pedig egy Politikai Hetilapot tartalmazott.
A fő profil mégis az euroASTRA Internet Magazin maradt, ami internetes szerzői jogokkal, érdekvédelemmel, oknyomozással, hírekkel látta el olvasóit, és melynek haláláig főszerkesztője volt.